# Angel Tîlvăr
Angel Tîlvăr, né le 11 février 1962 à Urechești, est un homme politique roumain, membre du Parti social-démocrate (PSD).
Depuis 2022, il est ministre de la Défense nationale sous les gouvernements de Nicolae Ciucă et Marcel Ciolacu.